# Massimo Morozzi
Massimo Morozzi (né le 28 janvier 1941 à Florence et mort le 10 avril 2014 ) est un architecte et designer italien, l'un des cofondateurs de l'agence Archizoom Associati.